# Bound by Flame
Bound by Flame — компьютерная игра в жанре Action/RPG с элементами Фэнтези. Разработкой игры занималась студия Spiders, издатель Focus Home Interactive. Релиз игры состоялся 9 мая 2014 года.

## Об игре
В главного героя игры вселяется демон, после чего у игрока появилась возможность использовать злые силы демона или свои героические навыки. По мере прохождения на пути главного героя будут встречаться все более смертоносные и опасные противники, а потому велик соблазн использовать свои демонические способности, чтобы расправиться с ними. Но есть одно НО: чем больше главный герой использует свои темные способности, тем больше он меняет облик, пока сам в итоге не превратится в демона.

## Геймплей
В Bound by Flame присутствует простейший редактор внешности, позволяющий настраивать внешний вид персонажа, используя готовые шаблоны внешности (прическа, лицо и пол). 
Игра будет состоять из глав, в каждой главе будут разные квесты. От принятых игроком решений и того, насколько главный герой превратился в демона, будет зависеть, что будет происходить в главе, какой будет сюжет и какие будут события. В игре также возможно самостоятельное создание предметов и улучшения уже имеющихся, к примеру, броню и оружия. Во время странствий к игроку присоединятся 5 спутников, которые, в зависимости от поступков игрока, станут друзьями, любовниками, или соперниками.

## Развитие
Персонаж не ограничен каким-то одним классом, для развития предоставляются сразу три ветки боя, улучшать которые можно параллельно, по своему усмотрению.
- Воин — ветка для ближнего боя, сражений с помощью длинных мечей, тяжелых топоров и боевых молотов; когда игрок, использующий эту "стойку" попадает по цели, то наносит сильный урон.
- Рейнджер — ветка, отличающаяся владением двумя кинжалами, акцентируется на высокую скорость ударов и нанесение критического урона;  владеет луком и арбалетом. Также есть возможность становиться незаметным и двигаться бесшумно и скрытно.
- Пиромант — ветка магических способностей, среди которых навыки: зажечь свой меч огнём и наносить им большой урон, вызывать огневых духов, которые будут защищать игрока от ударов, кидать в врагов огненные шары.

## Отзывы и продажи
| Сводный рейтинг       | Сводный рейтинг          |
| Агрегатор             | Оценка                   |
| --------------------- | ------------------------ |
| GameRankings          | PS4: 57,54 % PC: 55,12 % |
| Русскоязычные издания |                          |
| Издание               | Оценка                   |
| 3DNews                | 7/10                     |
| Absolute Games        | 55/100                   |
| PlayGround.ru         | 4,9/10                   |
| Riot Pixels           | 50 %                     |
| StopGame.ru           | Проходняк                |
| «Игромания»           | 6,0/10                   |
| «Канобу»              | 3                        |

Летом 2018 года, благодаря уязвимости в защите Steam Web API, стало известно, что точное количество пользователей сервиса Steam, которые играли в игру хотя бы один раз, составляет 169 288 человек.